# Marcus Valerius Senecio
Marcus Valerius Senecio war ein im 2. und 3. Jahrhundert n. Chr. lebender Angehöriger des römischen Senatorenstandes.
Durch mehrere Inschriften, die in Nordafrika gefunden wurden, ist belegt, dass Senecio während der Regierungszeit von Caracalla (211–217) Statthalter (Legatus Augusti pro praetore) in der Provinz Numidia war; als Statthalter dieser Provinz war er zugleich Kommandeur der Legio III Augusta, die ihr Hauptlager in Lambaesis hatte. In drei dieser Inschriften wird er als Statthalter (Praeses) der Provinz Germania inferior bezeichnet; er war Statthalter in Germania inferior nach seiner Statthalterschaft in Numidia.
Valerius Senecio, ein Suffektkonsul des Jahres 186, war entweder sein Vater oder ein Verwandter von ihm.

## Datierung
Zwei der Inschriften werden bei der Epigraphik-Datenbank Clauss-Slaby und bei der Epigraphischen Datenbank Heidelberg auf 211/217 datiert. Yann Le Bohec datiert das Legionskommando genauso wie Rudolf Hanslik und Werner Eck die Statthalterschaft in Numidia in die Regierungszeit von Caracalla.